# LMFA 2014
La LMFA 2014 è la 1ª edizione del campionato di football a 9, organizzato dalla FMFA.

## Squadre partecipanti
| Club                   | Città               | Stadio | Sponsor ufficiale | Risultato nella stagione 2013 |
| ---------------------- | ------------------- | ------ | ----------------- | ----------------------------- |
| Alcorcón Smilodons     | Alcorcón            |        |                   |                               |
| Camioneros de Coslada  | Coslada             |        |                   |                               |
| Las Rozas Black Demons | Las Rozas de Madrid |        |                   |                               |
| Osos de Rivas          | Rivas-Vaciamadrid   |        |                   |                               |
| Toros de Madrid        | Madrid              |        |                   |                               |
| Tres Cantos Jabatos    | Tres Cantos         |        |                   |                               |

## Stagione regolare

### Calendario

#### 1ª giornata
| 26 gennaio 2014, ore 16:00 | Tres Cantos Jabatos | 14 – 0 | Alcorcón Smilodons |  |

#### 2ª giornata
| 2 marzo 2014, ore 16:00 | Toros de Madrid | 22 – 8 | Alcorcón Smilodons |  |

#### 3ª giornata
| 9 marzo 2015, ore 12:00 | Camioneros de Coslada | 52 – 0 | Tres Cantos Jabatos |  |

#### 4ª giornata
| 22 marzo 2014, ore 16:00 | Osos de Rivas | 12 – 13 | Toros de Madrid |  |

#### 5ª giornata
| 30 marzo 2014, ore 16:30 | Tres Cantos Jabatos | 12 – 39 | Las Rozas Black Demons |  |

#### 6ª giornata
| 6 aprile 2014, ore 16:00 | Las Rozas Black Demons | - – - (rinviata) | Osos de Rivas |  |

#### 7ª giornata
| 13 aprile 2014, ore 17:00 | Alcorcón Smilodons | 0 – 42 | Osos de Rivas |  |

#### 8ª giornata
| 27 aprile 2014, ore 16:00 | Osos de Rivas | - – - (rinviata) | Camioneros de Coslada |  |

#### 9ª giornata
| 11 maggio 2014, ore 12:00 | Camioneros de Coslada | 13 – 0 | Toros de Madrid |  |

| 11 maggio 2014, ore 16:00 | Las Rozas Black Demons | v – p (a tavolino) | Alcorcón Smilodons |  |

#### 10ª giornata
| 17 maggio 2014, ore 16:00 | Toros de Madrid | 49 – 12 | Tres Cantos Jabatos |  |

#### 11ª giornata
| 1º giugno 2014, ore 16:30 | Tres Cantos Jabatos | 20 – 46 | Osos de Rivas |  |

| 1º giugno 2014, ore 18:00 | Toros de Madrid | 18 – 27 | Las Rozas Black Demons |  |

#### 12ª giornata
| 14 giugno 2014, ore 12:00 | Alcorcón Smilodons | p – v (a tavolino) | Camioneros de Coslada |  |

| 15 giugno 2014, ore 12:00 | Las Rozas Black Demons | - – - (rinviata) | Camioneros de Coslada |  |

### Classifica
La classifica della regular season è la seguente:
- PCT = percentuale di vittorie, G = partite giocate, V = partite vinte,  P = partite perse, PF = punti fatti, PS = punti subiti

| Pos. | Squadra                | PCT   | G | V | N | P | PF  | PS  |
| ---- | ---------------------- | ----- | - | - | - | - | --- | --- |
| 1    | Toros de Madrid        | .600  | 5 | 3 | 0 | 2 | 202 | 72  |
| 2    | Tres Cantos Jabatos    | .200  | 5 | 1 | 0 | 4 | 58  | 186 |
| 3    | Camioneros de Coslada  | 1.000 | 3 | 3 | 0 | 0 | 65  | 0   |
| 4    | Las Rozas Black Demons | 1.000 | 3 | 3 | 0 | 0 | 66  | 30  |
| 5    | Osos de Rivas          | .667  | 3 | 2 | 0 | 1 | 100 | 33  |
| 6    | Alcorcón Smilodons     | .000  | 5 | 0 | 0 | 5 | 8   | 78  |

## Verdetti
- Toros de Madrid Campioni della LMFA (1º titolo)